# Xyliphius barbatus
Xyliphius barbatus és una espècie de peix de la família dels aspredínids i de l'ordre dels siluriformes.

## Morfologia
- Els mascles poden assolir 9,2 cm de longitud total.[5][6]

## Hàbitat
És un peix d'aigua dolça i de clima temperat.

## Distribució geogràfica
Es troba a Sud-amèrica: és una espècie de peix endèmica de l'Argentina (conques dels rius Paraguai i Paranà).